# Średniowieczny cmentarz żydowski we Wrocławiu
Średniowieczny cmentarz żydowski we Wrocławiu – najstarszy wrocławski cmentarz żydowski. Znajdował się w rejonie obecnych ulic Traugutta, Podwale i Z. Krasińskiego. Został założony pod koniec XII wieku i zajmował powierzchnię pięciu morgów. Został zlikwidowany w 1345 roku, a pochodzące z niego macewy użyto do prac budowlanych na terenie miasta. Pięć z nich zostało odnalezionych (najstarsza jest datowana na 1274 rok) i przekazanych Muzeum Archeologicznemu we Wrocławiu oraz na Stary Cmentarz Żydowski przy ul. Ślężnej.